# 아이웨이즈 U5
아이웨이즈 U5(영어: Aiways U5, 중국어 간체자: 爱驰U5, 병음: Aì Chí U5)는 아이웨이즈에서 2019년부터 생산 중인 소형 크로스오버 SUV이다.

## 같이 보기
- 테슬라 모델 Y
- 니오 ES6